# Kolejowy most wąskotorowy nad Kłodnicą w Gliwicach
Kolejowy most wąskotorowy nad Kłodnicą w Gliwicach – zabytkowy most kolejowy nad rzeką Kłodnicą w Gliwicach, pomiędzy ulicami Robotniczą i Akademicką (w pobliżu Areny Gliwice), na dawnym odcinku Górnośląskich Kolei Wąskotorowych Gliwice Wąskotorowe – Gliwice Trynek o rozstawie szyn 785 mm (kilometr 17,979 lub 17,987).

## Parametry i historia

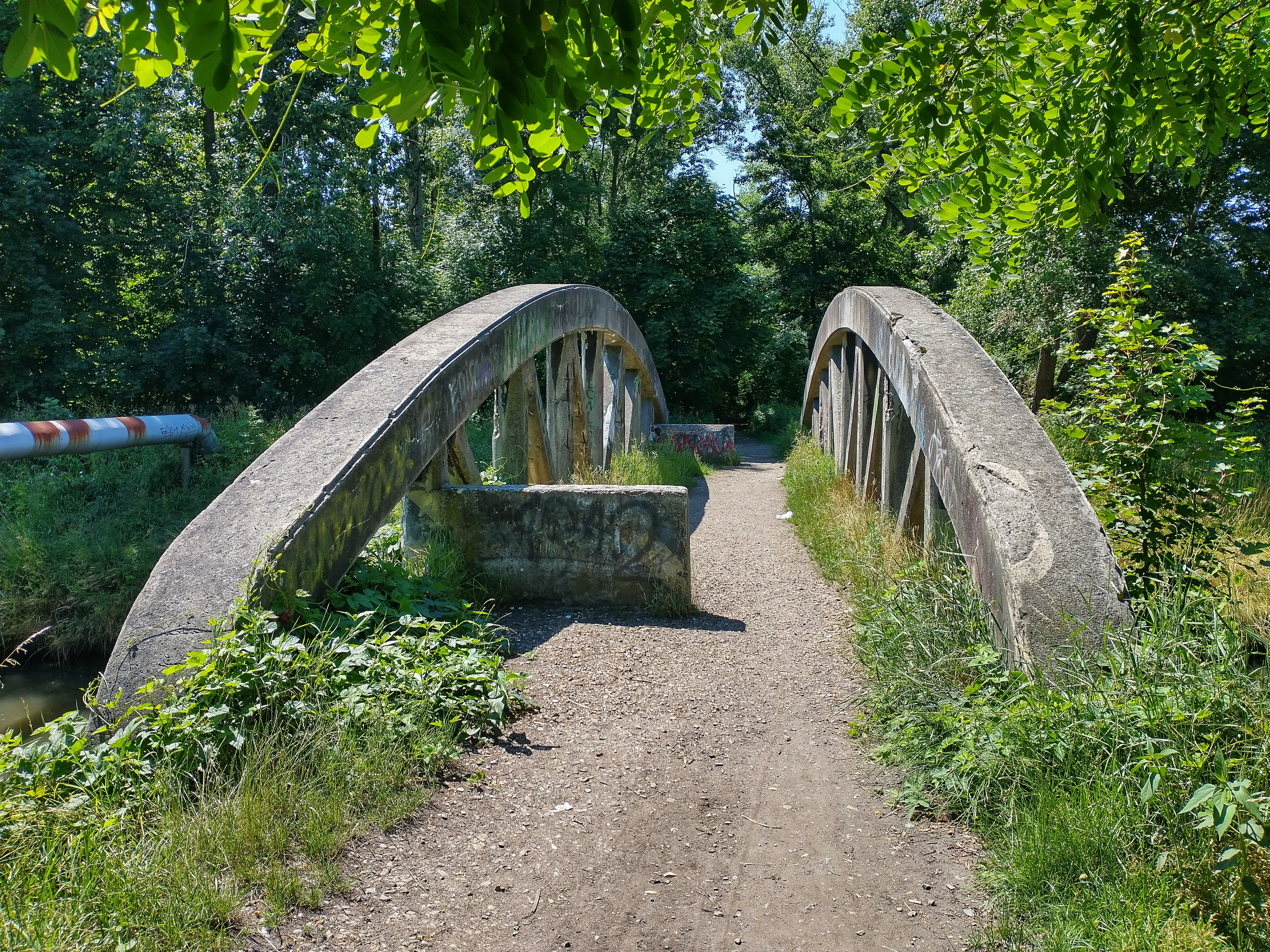
Widok od północy

Jednoprzęsłowy, jednotorowy most wykonano z żelbetu na przyczółkach żelbetowych, jako kratownicowy z jazdą dołem. Ma długość 20,3 metra, światło 17,9 metra, długość przęsła 19,4 metra, szerokość przęsła, 3,05 metra i wysokość przęsła 3,43 metra. Wysokość od lustra wody (przy niskim stanie) wynosi 2,64 metra, a maksymalne obciążenie 9,1 tony/ oś. Względem rzeki obiekt usytuowany jest ukośnie pod kątem 79°6'.
Projekty wszystkich mostów na linii powstały w latach 1896-1900, zostały zatwierdzone do realizacji w 1901 i w większości wykonane rok później. Most na Kłodnicy w Gliwicach został zbudowany w 1907, zniszczony podczas II wojny światowej i odbudowany w 1947. 1 września 1993 wpisano go do rejestru zabytków pod numerem A/1478/93. Ruch pasażerski wstrzymano na linii w 1991, a towarowy w latach 1992–1993. Nawierzchnia została w następnych latach częściowo rozszabrowana. Obecnie torowiska nie istnieją.